# Вікас Крішан Ядав
Вікас Крішан Ядав (англ. Vikas Krishan Yadav; 10 лютого 1992, Хісар, Хар'яна) — індійський професійний боксер, призер чемпіонату світу, чемпіон Азійських ігор, призер Азійських ігор та чемпіонатів Азії.

## Аматорська кар'єра
Вікас Крішан займався боксом з десяти років. На молодіжному чемпіонаті світу 2010 став чемпіоном у категорії до 60 кг, у фіналі подолавши Евальдаса Петраускаса (Литва). Влітку того ж року, програвши у півфіналі Евальдасу Петраускасу, став бронзовим призером на перших юнацьких Олімпійських іграх. На Азійських іграх 2010 став чемпіоном, здобувши перемоги у півфіналі над Хуршидом Тоджибоєвим (Узбекистан) і у фіналі над Ху Цин (Китай).
На чемпіонаті світу 2011 завоював бронзову медаль в категорії до 69 кг.
- В 1/32 фіналу переміг Асадулло Болмуродова (Киргизстан) — 16-8
- В 1/16 фіналу переміг Магомеда Нурудінова (Білорусь) — 10(+)-10
- В 1/8 фіналу переміг Ондера Шипал (Туреччина) — 14-7
- В 1/4 фіналу переміг Василя Білоуса (Молдова) — 9-8
- В півфіналі програв Тарасу Шелестюку (Україна) — 12-15

На Олімпійських іграх 2012 програв у першому бою Ерролу Спенсу (США). Хоча спочатку судді присудили перемогу індійському боксеру, команда США подала протет на результат бою, і AIBA, задовольнивши протест, визнала Спенса переможцем бою.
На Азійських іграх 2014 в категорії до 75 кг переміг двох суперників, а у півфіналі програв Жанібеку Алімханули (Казахстан) і отримав бронзову медаль.
На чемпіонаті Азії 2015 завоював срібну медаль, поступившись лише у фіналі Бектеміру Мелікузієву (Узбекистан).
На чемпіонаті світу 2015 переміг Золтана Харча (Угорщина) і Томаша Яблонського (Польща), а у чвертьфіналі програв Хуссейн Бакр Абдін Хосам (Єгипет).
На Олімпійських іграх 2016 переміг Ондера Шипал (Туреччина) — 3-0, а у чвертьфіналі програв Бектеміру Мелікузієву (Узбекистан) — 0-3.
2017 року Вікас Крішан завоював бронзову медаль на чемпіонаті Азії.
2018 року здобув чотири перемоги і став чемпіоном Ігор Співдружності, а на Азійських іграх після двох перемог програв у півфіналі Абільхану Аманкулу (Казахстан) і отримав бронзову медаль.
2019 року Вікас Крішан провів два переможних боя на професійному рингу.
Вікас Крішан кваліфікувався на Олімпійські ігри 2020 в категорії до 69 кг і провів на Олімпіаді один бій, поступившись Окадзава Севон (Японія) — 0-5.